# Billy Unger

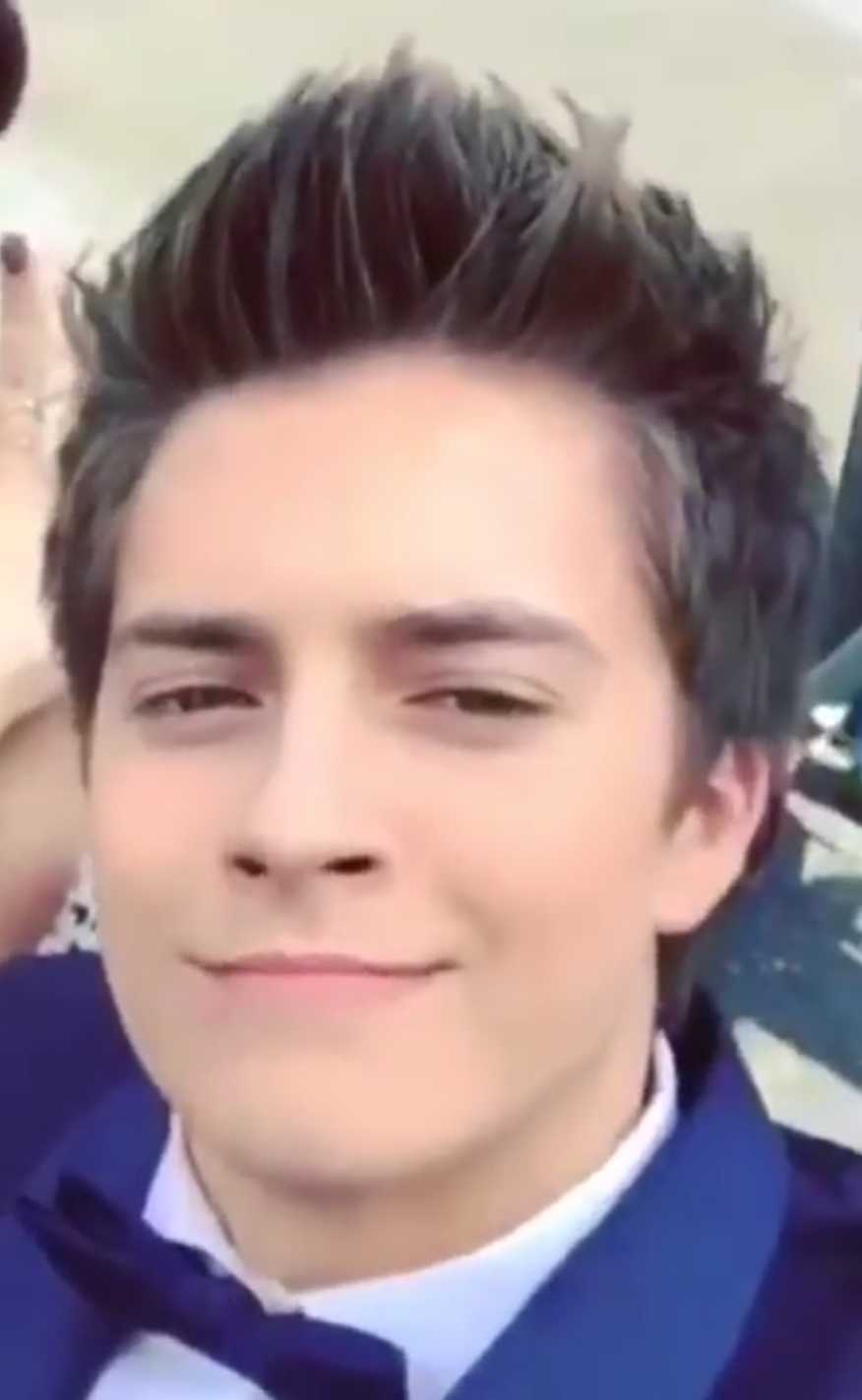
Billy Unger, 2015

Billy Unger (* 15. Oktober 1995 in Palm Beach County, Florida als William Brent Unger) ist ein US-amerikanischer Schauspieler.

## Leben
Billy Unger wurde im Oktober 1995 in Florida geboren. Er ist der Sohn von Karley und William Unger. Er hat eine ältere Schwester und einen jüngeren Bruder. Er zog mit seiner Familie 2006 nach Hollywood und wohnt derzeit in Studio City, Kalifornien.
Im Alter von neun Jahren beschloss er das Schauspielen auszuprobieren, nachdem er zuvor bereits als Modell gearbeitet hatte. Er besuchte die Schauspielschule zusammen mit seinen Geschwistern. Im Juli 2011 schloss er die Highschool drei Jahre früher ab.

## Filmografie (Auswahl)
- 2007: Scrubs – Die Anfänger (Scrubs, Fernsehserie, Episode 6x18)
- 2007: Das Vermächtnis des geheimen Buches (National Treasure: Book of Secrets)
- 2008: Medium – Nichts bleibt verborgen (Medium, Fernsehserie, Episode 4x15)
- 2008: Marlowe
- 2009: Crank 2: High Voltage (Crank: High Voltage)
- 2010: Jack and the Beanstalk
- 2010: Ghost Whisperer – Stimmen aus dem Jenseits (Ghost Whisperer, Fernsehserie, Episode 5x22)
- 2010: Sammys Abenteuer – Die Suche nach der geheimen Passage (Sammy’s avonturen: De geheime doorgang, Stimme von Sammy)
- 2010: Du schon wieder (You Again)
- 2011: My Superhero Family (No Ordinary Family, Fernsehserie, Episode 5x22)
- 2012: Sammys Abenteuer 2 (Sammy’s avonturen: Ontsnapping uit het Paradijs, Stimme von Sammy)
- 2012–2016: S3 – Stark, schnell, schlau (Lab Rats, Fernsehserie)
- 2013: Das verschollene Medaillon – Die Abenteuer von Billy Stone (The Lost Medallion: The Adventures of Billy Stone)
- 2016: S3 – Gemeinsam stärker (Lab Rats: Elite Force, Fernsehserie)